# Vrijplaats Leiden
Stichting Vrijplaats Leiden is de voortzetting van Vrijplaats Koppenhinksteeg en de overkoepelende naam voor een aantal ideële initiatieven en organisaties in Leiden.
Vrijplaats Leiden is sinds 2012 eigenaar van het voormalige ketelhuis van de conservenfabriek van Tieleman & Dros aan de Middelstegracht 36.  

## Geschiedenis
Stichting Vrijplaats Leiden is formeel opgericht in 2012 en de voortzetting van Stichting Vrijplaats Koppenhinksteeg, die in 2001 werd opgericht en gevestigd was in de Koppenhinksteeg in Leiden. De voormalige stoom-, boek- en steendrukkerij van Eduard Hendrik IJdo (1856-1927) aan de Koppenhinksteeg werd in 1968 gekraakt en groeide uit tot een plek waar door verschillende organisaties tal van activiteiten werden georganiseerd.
Hoewel een meerderheid van de Leidse gemeenteraad in 2005 instemde met een voorstel tot legalisering, werd in 2008 door een nieuw college de legalisering stopgezet. In 2009 volgde een juridische strijd, waarbij de rechter oordeelde dat de gemeente niet verplicht is om het gebruik van de kraakpanden aan de Koppenhinksteeg en de Hooglandsekerkgracht te Leiden, beter bekend als de Vrijplaats Koppenhinksteeg, te legaliseren. In 2010 werd het pand aan de Koppenhinksteeg ontruimd.
Nadat de gemeente en de stichting het niet eens werden over de verkoop van een aantal panden aan het Vrouwenkerkhof bood de gemeente in 2012 het toen vervallen pand aan de Middelstegracht te koop aan om organisaties als de Fabel van de Illegaal en de Weggeefwinkel een onderkomen te bieden.

## Filosofie
De filosofie achter de Vrijplaats en de gerelateerde organisaties is gebaseerd op solidariteit en diversiteit, werken vanuit een breedgedragen consensus en horizontale samenwerking en onafhankelijkheid, waarbij in de georganiseerde activiteiten gestreefd wordt naar een positieve bijdrage aan de omgeving en een zo klein mogelijke negatieve impact op het milieu.

## Locatie
In 2012 kwamen Vrijplaats Koppenhinksteeg (later Vrijplaats Leiden) en de gemeente Leiden tot een overeenkomst over nieuwe huisvesting voor de verschillende idealistische organisaties en hun activiteiten.
De stichting kon het voormalige ketelhuis van de conservenfabriek van Tieleman & Dros aan de Middelstegracht 36 voor een symbolisch bedrag aankopen van de gemeente op voorwaarde dat de organisatie op eigen kosten het pand zou verbouwen en geschikt zou maken voor de beoogde activiteiten. In april 2012 kreeg de stichting van wethouder Pieter van Woensel en SP-raadslid Eva de Bakker de sleutels van het verwaarloosde pand officieel overhandigd.

### Verbouwing 2012-2023
De verbouwing van het pand aan de Middelstegracht startte in 2012 en werd voltooid in 2023. Het werd op een paar technische installaties na geheel uitgevoerd door vrijwilligers, naar tekeningen die door vrijwilligers werden  gemaakt en bouwtechnisch begeleid door een architect. De financiering is grotendeels bijeen gebracht via fondsen, crowdfunding en donaties en daarnaast kon de stichting een hypotheek op het pand nemen.
Bij de verbouwing en renovatie van het voormalige fabriekspand waren een aantal uitgangspunten van belang. Zo werd er naar gestreefd de kosten zo laag mogelijk te houden door zoveel mogelijk zelf uit te voeren. Ook werd zoveel mogelijk bouwmateriaal herbruikt en werden waar mogelijk originele onderdelen in het pand behouden en gerestaureerd. Zo werden de originele dakpannen gereinigd en wanneer mogelijk hergebruikt, nadat het volledige dak werd geïsoleerd, vanuit het streven het pand te verduurzamen. De gietijzeren dakconstructie is bewaard gebleven en goed zichtbaar en ook veel originele deur- en raamkozijnen in het pand zijn gerestaureerd.
Ook het sociale aspect was belangrijk tijdens de renovatie. Het eetcafé, de Weggeefwinkel en het nieuwe theater en productiehuis De Generator bleven gedurende de verbouwing publieksactiviteiten organiseren, waardoor klussers en andere vrijwilligers konden samenkomen en bezoekers het pand konden blijven bezoeken. Ook het spreekuur van De Fabel van de illegaal bleef tijdens de verbouwing open. In 2012 organiseerde de Vrijplaats een Open Dag in het pand waar het voor belangstellenden de plannen ontvouwde voor de renovatie.  Ook was het gebouw ten tijde van de renovatie opengesteld voor het algemeen publiek tijdens de landelijke Monumentendagen in  2015 en 2022. 
Op de begane grond werd een goed geïsoleerde concertzaal gerealiseerd die na negen jaar gereed kwam. Met deze zaal kan De Resistor de activiteiten van het voormalige podium ‘Bar & Boos’ (Vereniging Cultureel Centrum Bar en Boos) dat in de Koppenhinksteeg gevestigd was, voortzetten. Het eetcafé dat ook onder de naam Resistor functioneert, is een voortzetting van het eetcafé Las Vegas aan de Koppenhinksteeg. De feestelijke opening van de Resistor vond plaats op 6 november 2021. Theater en Productiehuis De Generator was toen nog volop in verbouwing en opende officieel haar deuren op 23 september 2023. 
Ook na de verbouwing blijven zelfbeheer en zelfarbeid uitgangspunt: het onderhoud wordt zoveel mogelijk gepleegd door de huurders. Op deze manier kan de huurprijs laag gehouden worden voor de organisaties, waarvoor winst niet voorop staat.

### Muurschildering Marinus van der Lubbe
In 2020 werd door de kunstenaar Gijs Donker een muurschildering aangebracht op de entresol met een portret van Marinus van der Lubbe, die kort in de fabriek van Tieleman & Dros werknemer was, tot hij wegens een oproep tot staking zijn baan verloor.

## Organisaties
In het pand aan de Middelstegracht zijn een aantal ideële en maatschappelijk geëngageerde organisaties ondergebracht die verschillende activiteiten ontplooien.
- Het pand heeft een concertzaal die beheerd wordt door de Resistor, een stichting die volledig draait op vrijwilligers. De Resistor organiseert concerten en dansavonden en daarnaast het veganistisch eetcafé.
- In het pand is ook een theaterzaal met 55 zitplaatsen gebouwd, waarin Theater en Productiehuis de Generator [12]is gevestigd. Het is een vlakkevloertheater voor maatschappelijk geëngageerd theater waar zowel voorstellingen uit heel het land worden geprogrammeerd als waar voorstellingen worden geproduceerd.
- De Fabel van de illegaal, een organisatie opgericht in 1992 die zich inzet voor ongedocumenteerden, is in het pand gevestigd. Vrijwilligers van de Fabel houden onder meer een laagdrempelig spreekuur voor mensen zonder verblijfsvergunning die er met onder andere medische of juridische vragen terecht kunnen.[13]De Fabel van de illegaal is onderdeel van de bredere linkse politieke organisatie Doorbraak, waarvan het landelijk kantoor in de Vrijplaats is gevestigd. Doorbraak is onder meer actief op het terrein van anti-racisme, klimaatstrijd en sociale strijd.
- De Weggeefwinkel is gericht op hergebruik van spullen en de bestrijding van armoede. De Weggeefwinkel was gedurende de verbouwing grotendeels open, maar door een noodgedwongen sluiting vanwege de coronapandemie in het voorjaar van 2020 sloot deze voor een uitgebreide verbouwing. In februari 2022 ging de Leidse Weggeefwinkel in nieuwe vorm weer open.[14]